# 1995년 대한민국의 영화 목록
다음은 1995년에 개봉됐던 대한민국의 영화 목록이다.

## 목록
- 301·302
- 48+1
- 95 캉캉 69
- 개같은 날의 오후
- 고금소총 3
- 그 여자의 숨소리
- 금홍아 금홍아
- 꼬리치는 남자
- 남자는 괴로워
- 낮은 목소리 - 아시아에서 여성으로 산다는 것
- 네온 속으로 노을지다
- 노란 손수건
- 누가 나를 미치게 하는가
- 닥터 봉
- 도둑과 시인
- 돈을 갖고 튀어라
- 돌아온 홍길동
- 런어웨이
- 리허설
- 마스카라
- 말미잘
- 매춘 5
- 매춘 6
- 맨
- 머저리와 등신들
- 무궁화 꽃이 피었습니다
- 무소의 뿔처럼 혼자서 가라
- 미란다
- 배꼽버스
- 붉은 마피아
- 붉은 매
- 비설
- 빛은 내 가슴에
- 사랑하기 좋은 날
- 서울 미란다
- 소나기
- 소낙비
- 손톱
- 숲속의 여자
- 아름다운 게임
- 아름다운 청년 전태일
- 아빠는 보디가드
- 아찌 아빠
- 안개 속에서 2분 더
- 애마부인 11
- 애마와 백수건 달
- 애마와 변강쇠
- 애수의 하모니카
- 엄마에게 애인이 생겼어요
- 에덴의 서쪽
- 에로틱 걸
- 영원한 제국
- 위대한 헌터 G. J
- 이도백화
- 천재선언
- 총잡이
- 태권 파이터
- 테러리스트
- 파워킹
- 피아노가 있는 겨울
- 해병묵시록
- 헝그리 베스트 5
- 헤드폰을 벗어라
- 헤어드레서

## 참고 자료
- KOFIC 영화데이터베이스